# شهرستان سن سابا (تگزاس)
شهرستان سن سابا، تگزاس (به انگلیسی: San Saba County, Texas) یک سکونتگاه مسکونی در ایالات متحده آمریکا است که در تگزاس واقع شده‌است.

## خصوصیات
شهرستان سن سابا ۲٬۹۴۷٫۴۲ کیلومترمربع مساحت دارد.